# Syrop zwykły
Syrop zwykły, syrop prosty (łac. Sirupus simplex, Sirupus sacchari) – najprostszy syrop, stężony roztwór sacharozy w wodzie. Jest to preparat farmakopealny, czyli taki, którego skład i wykonanie są zawarte w farmakopei. 
Syrop prosty jest preparatem wyjściowym, służącym do otrzymywania innych syropów lub do poprawiania smaku innych leków płynnych. Roztwory sacharozy służą także jako środki wiążące w tabletkach, granulatach oraz powlekające w drażetkach.
Skład:
- sacharoza    64,0
- woda         36,0

Syrop zwykły otrzymuje się przez rozpuszczenie sacharozy w wodzie i doprowadzenie roztworu do wrzenia. Gorący syrop należy przecedzić przez gęstą tkaninę, uzupełniając go wrzącą wodą do przepisanej ilości (w czasie gotowania zawsze część wody wyparowuje). Następnie syrop przelewa się do suchych wyjałowionych butelek maksymalnie je wypełniając i natychmiast zamyka. Po ochłodzeniu zawartość butelki należy wymieszać.
Właściwości: 
- pH 6,5-7,5
- gęstość 1,310-1,320 g/ml

Przykładowe syropy na bazie syropu prostego:
- syrop tymiankowy złożony
- syrop sosnowy złożony